# Oleomargarine
Oleomargarine (ook: elaïne of, archaïsch, oliestof) was vanouds een der belangrijkste grondstoffen bij de productie van margarine . De naam werd gemunt door Hippolyte Mège-Mouriès, die het voor het eerst produceerde in 1869 .
De stof werd verkregen uit dierlijke vetten, aanvankelijk vooral rundvet. Deze werden gewassen en vervolgens gesneden en verbrijzeld waarbij de omhulsels van de vetbolletjes werden gescheurd en de vetdeeltjes vrijkwamen. Het geheel werd gesmolten in verhit water. Het vet werd afgeschept en gekoeld om vervolgens geperst te worden. Hierbij ontstond ongeveer 40% stearine (het vaste deel) en 60% oleomargarine (het vloeibare deel).
De stearine werd voor de kaarsenproductie gebruikt, de oleomargarine voor de productie van margarine. Ook als product vond oleomargarine aftrek, namelijk als braadvet. Als zodanig werd het door Mouriès verkocht onder de benamingen margarine en margarineboter, hoewel het nog niet het product was dat we tegenwoordig margarine noemen.
Om dit te vervaardigen werd de oleomargarine met melk vermengd en gekarnd. Er ontstond een emulsie die werd afgekoeld, gekneed en er werd zout en eventueel boter toegevoegd dat, na verpakt te zijn, werd verkocht .